# 미할 빌레크
미할 빌레크(체코어: Michal Bílek, 1965년 4월 13일, 프라하 ~)는 축구 감독이자 전 선수이다. 그는 2009년부터 2013년까지 체코 국가대표팀 감독을 역임했다. 선수 시절, 그는 체코슬로바키아와 체코를 대표로 국제 경기에 출전했다. 그는 선수 시절에 우측 미드필더를 맡았다.

## 클럽 경력
현역 시절, 빌레크는 주로 스파르타 프라하에서 활약했는데, 그는 네 번을 나누어 활약했는데, 신고식을 치른 것은 그가 불과 17세였을 때였다.
1990년, 그는 스페인의 베티스로 건너가 처음이자 마지막으로 해외 무대에서 활약했는데, 소속 구단은 1년차에 강등되었고, 1년 뒤 스파르타 프라하로 복귀했다. 그는 이후 빅토리아 지슈코프와 테플리체 소속으로 2000년까지 활약했는데, 그 사이 친정 구단을 한 번 거치기도 했다.
은퇴 직후, 빌레크는 감독이 되었고, 테플리체가 처음 맡은 구단이었다. 코스타 리카에서 잠깢 머물렀던 그는 체코 무대로 복귀해 흐멜 블샤니, 빅토리아 플젠, 그리고 루좀베로크를 지도했다. 2006년, 그는 스타니슬라프 그리가의 후임으로 스파르타 프라하 감독이 되었다. 그는 1년차에 체코 1부 리그를 우승했고, 그 다음 시즌에는 리그를 준우승으로 마쳤다. 그는 2008년 5월에 스파르타 사령탑에서 물러났다.

## 국가대표팀 경력
빌레크는 체코슬로바키아 국가대표팀에서 활약하다가 잠깐 독립한 체코 국가대표팀 일원으로 활약했다. 두 경우 모두 합쳐 총 35번의 경기에 출전해 11골을 기록해, 1990년 월드컵에서는 중요한 공격 자원으로 거듭났고, 8강까지 오르는 과정에서 2골을 기록했다.
2009년 10월 말, 체코 U-19 국가대표팀 감독을 7달 전에 맡았던, 빌레크 전 수석 코치는 이반 하셰크가 남아프리카 공화국에서 열릴 2010년 월드컵 진출 실패를 책임지고 사임하면서 공석이 된 성인 국가대표팀 감독으로 취임했다. 그는 2013년 9월에 4년 동안 맡은 국가대표팀 감독직을 요제프 페시체에게 내주었다.

### 국가대표팀 득점 기록
아래의 점수에서 왼쪽의 점수가 체코슬로바키아의 점수이다.
| #   | 날짜             | 경기장                                  | 상대       | 점수 | 결과 | 대회                 |
| --- | ---------------- | --------------------------------------- | ---------- | ---- | ---- | -------------------- |
| 1.  | 1987년 10월 27일 | 체코슬로바키아 브라티슬라바 테헬네 폴레 | 폴란드     | 3–1  | 3–1  | 친선경기             |
| 2.  | 1987년 11월 11일 | 체코슬로바키아 프라하 레트나            | 웨일스     | 2–0  | 2–0  | 유로 1988 예선전     |
| 3.  | 1988년 9월 20일  | 체코슬로바키아 프라하 레트나            | 오스트리아 | 2–0  | 4–2  | 친선경기             |
| 4.  | 9 May 1989       | 체코슬로바키아 프라하 레트나            | 룩셈부르크 | 4–0  | 4–0  | 1990년 월드컵 예선전 |
| 5.  | 1989년 9월 5일   | 체코슬로바키아 니트라 포드 조보롬       | 루마니아   | 2–0  | 2–0  | 친선경기             |
| 6.  | 1989년 10월 6일  | 체코슬로바키아 프라하 레트나            | 포르투갈   | 1–0  | 2–1  | 1990년 월드컵 예선전 |
| 7.  | 1989년 10월 6일  | 체코슬로바키아 프라하 레트나            | 포르투갈   | 2–1  | 2–1  | 1990년 월드컵 예선전 |
| 8.  | 1989년 10월 25일 | 체코슬로바키아 프라하 레트나            | 스위스     | 2–0  | 3–0  | 1990년 월드컵 예선전 |
| 9.  | 1990년 6월 10일  | 이탈리아 피렌체 시립 경기장             | 미국       | 2–0  | 5–1  | 1990년 월드컵        |
| 10. | 1990년 6월 15일  | 이탈리아 피렌체 시립 경기장             | 오스트리아 | 1–0  | 1–0  | 1990년 월드컵        |
| 11. | 1992년 4월 22일  | 체코슬로바키아 프라하 스트라호프        | 독일       | 1–1  | 1–1  | 친선경기             |

## 감독 통계
2023년 5월 27일 기준
| 구단              | 국적       | 취임             | 해임             | 기록 | 기록 | 기록 | 기록 | 기록  |
| 구단              | 국적       | 취임             | 해임             | 전   | 승   | 무   | 패   | 율 %  |
| ----------------- | ---------- | ---------------- | ---------------- | ---- | ---- | ---- | ---- | ----- |
| 테플리체          | 체코       | 2001년 3월 20일  | 2001년 6월 30일  | 10   | 2    | 1    | 7    | 20.00 |
| 체코 U-19         | 체코       | 2003년 7월 1일   | 2004년 6월 30일  | 4    | 1    | 1    | 2    | 25.00 |
| 흐멜 블샤니       | 체코       | 2003년 10월 10일 | 2006 년 6월 30일 | 80   | 20   | 26   | 34   | 25.00 |
| 빅토리아 플젠     | 체코       | 2006년 7월 1일   | 2006년 9월 2일   | 5    | 2    | 2    | 1    | 40.00 |
| 스파르타 프라하   | 체코       | 2006년 9월 3일   | 2008년 6월 30일  | 71   | 39   | 16   | 16   | 54.93 |
| 루좀베로크        | 슬로바키아 | 2008년 7월 1일   | 2009년 6월 30일  | 33   | 12   | 11   | 10   | 36.36 |
| 체코              | 체코       | 2009년 10월 20일 | 2013년 9월 11일  | 41   | 16   | 10   | 15   | 39.02 |
| 디나모 트빌리시   | 조지아     | 2014년 7월 1일   | 2014년 7월 31일  | 2    | 0    | 0    | 2    | 0.00  |
| 비소치나 이흘라바 | 체코       | 2016년 9월 14일  | 2017년 4월 12일  | 13   | 4    | 2    | 7    | 30.77 |
| 즐린              | 체코       | 2018년 6월 1일   | 2019년 1월 17일  | 22   | 11   | 3    | 8    | 50.00 |
| 카자흐스탄        | 카자흐스탄 | 2019년 1월 18일  | 2020년 11월 19일 | 18   | 5    | 3    | 10   | 27.78 |
| 아스타나          | 카자흐스탄 | 2020년 1월 14일  | 2020년 8월 26일  | 7    | 4    | 1    | 2    | 57.14 |
| 빅토리아 플젠     | 체코       | 2021년 5월 10일  | 2023년 6월 30일  | 97   | 56   | 15   | 26   | 57.73 |
| 합계              | 합계       | 합계             | 합계             | 402  | 172  | 91   | 139  | 42.79 |